# Sandy Jardine
Pour les articles homonymes, voir Jardine.
William Pullar Jardine dit Sandy Jardine est un footballeur écossais né le 31 décembre 1948 à Édimbourg et mort le 24 avril 2014. Il fit la majeure partie de sa carrière aux Glasgow Rangers et y évolua tout d'abord comme ailier ou attaquant avant d'être replacé en défense. Il finit sa carrière aux Heart of Midlothian FC, dont deux ans comme co-entraîneur joueur. Joueur mythique des Rangers et membre de leur Hall of Fame, Sandy a également connu une belle carrière internationale avec 38 apparitions pour un but. Il fait partie du Rangers FC Hall of Fame et du Scottish Football Hall of Fame, depuis 2006, lors de la troisième session d'intronisation.

## Palmarès

### En club
- Coupe d'Europe des vainqueurs de coupe : 1972
- Championnat d'Écosse : 1975, 1976 et 1978
- Coupe d'Écosse : 1973, 1976, 1978, 1979 et 1981
- Coupe de la Ligue écossaise : 1971, 1976, 1978, 1979 et 1982

### Individuel
- SFWA Footballer of the Year : 1975 et 1986
- Scottish Football Hall of Fame : 2006[2]